# Stare Masiewo

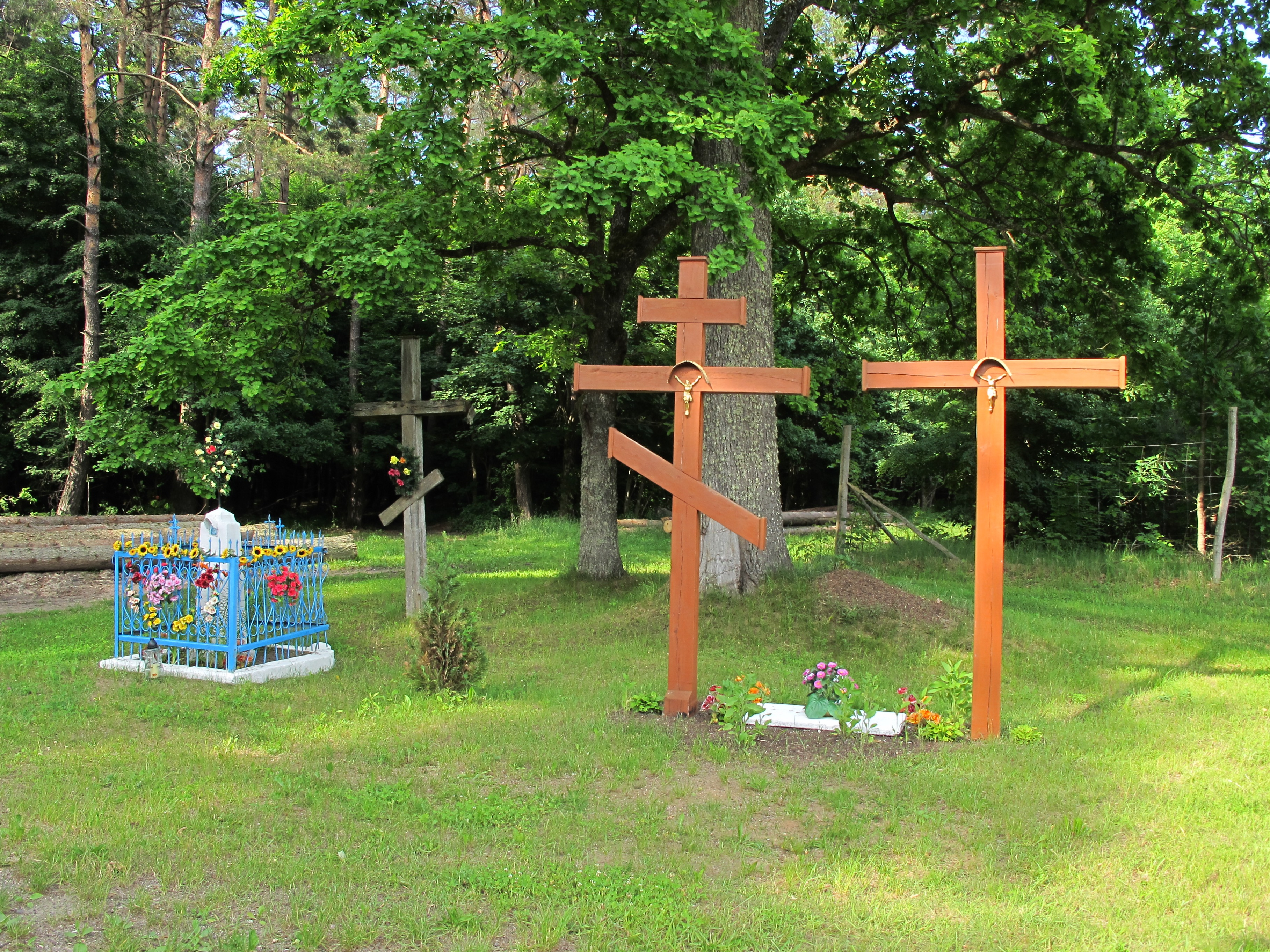
Krzyże wotywne

Stare Masiewo (Masiewo I, Masiewo Stare) – wieś w Polsce, położona w województwie podlaskim, w powiecie hajnowskim, w gminie Narewka.
W latach 1975–1998 wieś administracyjnie należała do województwa białostockiego.
W okresie II RP wieś należała do gminy Masiewo.
Od południa wieś graniczy z Białowieskim Parkiem Narodowym, od wschodu z Białorusią.
Do 2000 w 95% mieszkańców wsi było wyznania prawosławnego. W ostatnich latach grunty wsi wykupowane są przez mieszkańców miast, którzy budują tam domy letniskowe. Masiewo to typowa ulicówka z zabudową w przeważającej części drewnianą. W całej wsi są tylko trzy murowane domy.
Około kilometra na południe od wsi, już w Puszczy, znajduje się stary cmentarz ewangelicki. To pozostałość po osadnikach niemieckich, którzy osiedlili się w Masiewie i pobliskiej wsi Czoło (dziś na terenie Białorusi) na początku XIX wieku.
Prawosławni mieszkańcy wsi należą do parafii św. Mikołaja w Narewce, a wierni kościoła rzymskokatolickiego do parafii św. Jana Chrzciciela w Narewce.

## Integralne części wsi
| SIMC    | Nazwa   | Rodzaj  |
| ------- | ------- | ------- |
| 0037291 | Zamosze | kolonia |

## Historia
Miejscowość powstała na miejscu dawnego uroczyska Masiewo, w którym już od XVII wieku produkowano potaż. W drugiej połowie XVIII wieku zbudowano tu fabrykę potażową z urządzeniami do przeróbki popiołu drzewnego na sole potasowe. Dla obsługi fabryki sprowadzono, głównie z Mazowsza, budników, którzy wycięli znaczny obszar lasu. Po upadku zakładu w 1792 roku część z osadników powróciła w swoje strony, lecz pozostali osiedlili się jako rolnicy na wykarczowanych przez siebie gruntach.
W końcu XIX wieku władze carskie planowały przesiedlić mieszkańców Masiewa na Wołyń, a polanę masiewską zalesić. Wobec braku zgody mieszkańców projekt jednak porzucono.
Według Powszechnego Spisu Ludności z 1921 roku wieś liczyła 58 budynków mieszkalnych i 534 mieszkańców, w tym: 461 prawosławnych, 41 katolików, 26 starozakonnych i 6 ewangelików.
Przed II wojną światową Masiewo było dużą (liczącą ponad 200 domów) wsią, w której znajdowały się dwie żydowskie karczmy, sklep i biblioteka. Mieszkańcy, w zdecydowanej większości prawosławni, uczęszczali na nabożeństwa do pobliskiej cerkwi parafialnej znajdującej się w Cichej Woli. Obecnie zarówno cerkiew, jak i cmentarz, na którym znajdują się groby dawnych mieszkańców Masiewa, znajdują się na terytorium Białorusi.
W lipcu 1941, w ramach akcji tzw. „oczyszczania Puszczy Białowieskiej” inspirowanej przez Hermanna Göringa, hitlerowcy wysiedlili mieszkańców Masiewa, a wieś zrównali z ziemią. Chodziło o utworzenie wokół Puszczy strefy niezamieszkanej, aby utrudnić działalność partyzantom. Ludność wysiedlona została kilkaset kilometrów na wschód. Po wojnie do Masiewa wróciło tylko ⅓ byłych mieszkańców. W Masiewie stacjonowała strażnica WOP.
W 1980 r. w ramach badań dialektologicznych przeprowadzonych w Masiewie pod kierunkiem Janusza Siatkowskiego odnotowano, że podstawowym środkiem porozumiewania się mieszkańców między sobą jest gwara białoruska.
W 2021 roku na dawnej mogile upamiętniony został krzyżem i kamieniem z tablicą pamiątkową sołtys Masiewa Starego Jan Mackiewicz (1866–1920) zamordowany przez bolszewików 8 sierpnia 1920 roku. (ekshumowany przez Instytut Pamięci Narodowej 11 września 2019 i pochowany na cmentarzu parafialnym w Narewce 9 sierpnia 2020).